# Kudoa insolita
Kudoa insolita is een microscopische parasiet uit de familie Kudoidae. Kudoa insolita werd in 1979 beschreven door Shulman & Kovaljova in Kovaljova Shulman & Yakovlev. 